# Kamper Trompetter Korps
Het Kamper Trompetter Korps (KTK) is een muziekvereniging uit Kampen, opgericht in 1951.

## Over het korps
Het korps ontstond uit een verkeersbrigade van de plaatselijke politie en is tegenwoordig een show- en drumfanfarekorps. Naast het recreatieve aspect van de muziekvereniging en het verzorgen van optredens bij evenementen, doet het korps aan scholing voor de jeugdige spelers.

## Optredens
Het Kamper Trompetter Korps verleent zijn medewerking aan taptoes (ook militaire), straatparades, corso's en andere evenementen. Het korps verzorgde optredens in Nederland en diverse andere Europese landen. Ook verzorgde het optredens in Canada. Het korps heeft een eigen uniek uniform (blauw, met rode band en sjerp) en nam in eigen beheer enkele cd's op.

## Prijzen en onderscheidingen
- Diverse Nederlandse en Europese titels
- Achtmaal een eerste prijs op het Wereld Muziek Concours te Kerkrade
- Zilveren legpenning van de gemeente Kampen (2022)[1]